# 레이테만 전투
레이테만 전투(영어: Battle of Leyte Gulf)는 공식적으로 제2차 필리핀 해전로 알려져 있는 제 2차 세계 대전 중 가장 큰 해전이며 역사상 가장 큰 해전 중 하나이다.
필리핀의 레이테섬, 사마르섬, 루손섬에서 1944년 10월 23~26일에 미해군과 오스트레일리아 해군 연합과 일본 제국 해군 사이에서 벌어졌다. 10월 20일 미군이 일본의 고립-특히 동남아시아 지역에서 석유의 공급을 방해하기 위한-을 목적으로 하는 일련의 작전으로 레이테 섬을 공격한다. 일본 제국 해군은 연합군에 대항하여 가능한 거의 모든 전력을 동원하여 방어에 나서지만, 미국 해군의 3 함대와 7 함대에 의하여 격퇴된다. 일본 제국 해군은 방어 작전에 실패했을 뿐 아니라, 극심한 전력 손실로 인하여 이후 작전에 어려움을 겪게 된다. 특히 살아남은 대형함들은 연료 부족으로 인하여 이후 태평양 전쟁기간 동안 거의 항에 묶여있게 된다.
레이테만 전투는 크게 시부얀 해전(Battle of the Sibuyan Sea)으로 시작하여 수리가오 해협 전투(Battle of Surigao Strait), 엔가뇨 곳 전투(Battle of Cape Engaño), 사마르 해전(Battle off Samor)에 이르는 4번의 연속적인 전투로 구성되어 있다. 레이테만 전투는 일본군에 의하여 조직적인 가미카제 공격이 처음 수행된 전투이다. 전투 시작 시점에서 일본은 연합군이 가진 수상함 보다도 적은 수의 항공기를 보유하고 있었으며, 이는 태평양 전쟁 후기 양측의 전력차를 잘 보여주고 있다.

## 배경
1942년부터 1944년까지 일본군은 중앙 태평양 지역에서부터 남 태평양 지역에 이르기까지 점령하고 있던 지역을 하나씩 상실해가며, 솔로몬 제도나 비스마르크 제도, 애드미럴티 제도, 뉴기니섬, 마샬 군도, 웨이크섬과 같은 지역의 기지는 고립되고 있었다. 1944년 6월에는 미해군 5함대 소속의 고속 항공모함 기동함대(Fast Carrier Task Force)에 의하여 수행된 여러 상륙 작전에 의하여 로타섬을 제외한 마리아나 제도의 대부분의 섬이 미군에 의하여 점령되었다. 이러한 미군의 공격에의하여 일본의 근접 방어선(inner defense ring)이 붕괴되었으며, 미군은 보잉 B-29 슈퍼포트리스와 같은 장거리 폭격기를 이용하여 일본 본토를 직접 공격할 수 있는 비행 기지를 확보하게 되었다. 필리핀 해전에서 일본 제국 해군은 반격에 나섰지만, 미해군은 3척의 일본군 항공모함을 파괴하였고 다수의 전투함에 피해를 주었으며, 특히 600기 가량의 일본군 항공기를 파괴하였다. 이후 일본 재국 해군은 항공모함 기반 항공세력과 숙련된 조종사를 거의 잃게 된다.
이후의 작전들을 수행하는 과정에서 어니스트 킹 해군 대장과 다른 합동 참모부 수뇌부는 일본군을 필리핀에 묶어 높고 타이완(당시 포르모자 공화국)을 공격하여 미군과 오스트레일리아군이 일본과 남아시아 사이의 병참선을 끊을 수 있기를 바랐다. 미육군 더글라스 맥아더 장군은 필리핀에 대한 공격의 선봉에 서기를 바랐다. 이는 필리핀이 일본의 또다른 병참선이기도 했으나, 개인적으로 1942년 필리핀 철수 당시 남긴 "나는 돌아오겠다(I shall return)"는 자신의 말에 대한 책임감 때문이기도 했던 것으로 보인다.
체스터 니미츠 제독을 포함한 연합참모부 밖의 고급 지휘관들은 필리핀 주둔의 일본 항공 세력이 우회하기에 너무 강력하다고 생각했다. 니미츠와 맥아더는 초기에 레이테만 전투에 반대하였다. 니미츠는 타이완이 일본의 동남아시아 병참선 차단이나 미군의 중국 본토 전개에 더 중요하다고 생각하였으나, 맥아더는 필수적인 것은 아니라고 생각하였다. 루스벨트 대통령과 맥아더, 니미츠 사이의 회의에서 필리핀이 전략적으로 중요한 목표임을 확인하였으나, 필리핀 공격에 대한 결정이 바로 이루어지지는 않았다. 그러나 결과적으로 니미츠는 맥아더의 계획에 동의하게 된다.
타이완에 상륙하기 위해서는 12개 사단 규모의 지상군이 필요했던 것으로 추정되었으나, 당시 미군은 태평양 전선에 추가적으로 투입할 병력이 부족하였고, 오스트레일리아 군은 네델란드령 동인도의 솔로몬섬이나 다른 여러 태평양 지역의 섬을 담당하고 있어서 역시 가용한 병력이 부족하였다. 유럽 전선이 정리 되기 전까지 필요한 병력을 수급할 방법이 없어 보였다.
따라서 맥아더의 부대가 필리핀 중부의 레이테섬을 공격하는 사이에 해군 소장 토마스 C. 킨케이드(Thomas C. Kinkad) 휘하의 7함대가 상륙과 근접 해군 지원을 담당하기로 하였다. 당시 7함대는 미해군과 뉴질랜드해군, 네델란드해군, 오스트레일리아해군이 혼재되어 있었으며, 특히 오스트레일리아해군 소속의 카운티급(county class) 중순양함인 스로시어(HMAS Shropshire)와 오스트레일리아(HMAS Australia)와 구축함 아룬타(HMAS Arunta)가 소속되어 있었다.
마크 미처 해군 소장이 지휘하는 38 기동함대를 주력으로 하는 윌리엄 홀시 해군 중장의 미군 3함대는 외각 지원을 담당하기로 하였다. 이 과정에서 미군입장에서 전술적으로 거의 재앙에 이를뻔 했던 위기를 가져오는 지휘체계 혼선이 있었다. 당시 명령권을 가진 사령관에 미해군 제독은 한명도 없었으며, 7함대 사령관인 킨케이드 제독은 태평양 남서부 방면 연합 사령관이었던 맥아더에게 보고하였고, 3함대 사령관인 홀시 제독은 태평양 전구 총사령관이었던 니미츠에게 보고하게 된다.
그러나 일본측 역시 3개의 분할된 함대를 운용하며 통일된 명령체계를 가지고 있지 않았다. 일본 제국 해군 입장에서 미군의 선택은 명백해 보였다. 연합 함대 도요다 소에무 사령관은 4개의 작전을 준비한다. 쇼1호작전(捷1号作戦, 쇼 이치고 사쿠센)은 필리핀에서의 대규모 해상 작전이었으며, 쇼2호 작전, 쇼3호 작전, 쇼4호 작전은 각기 타이완(당시 포르모자 공화국)과 류큐 제도. 쿠릴 열도에 대한 공격에 대비하는 작전이었다. 각 작전은 당시 일본의 절박한 연료 공급 상황에도 불구하고, 정교한 공세 계획을 포함하고 있었다.

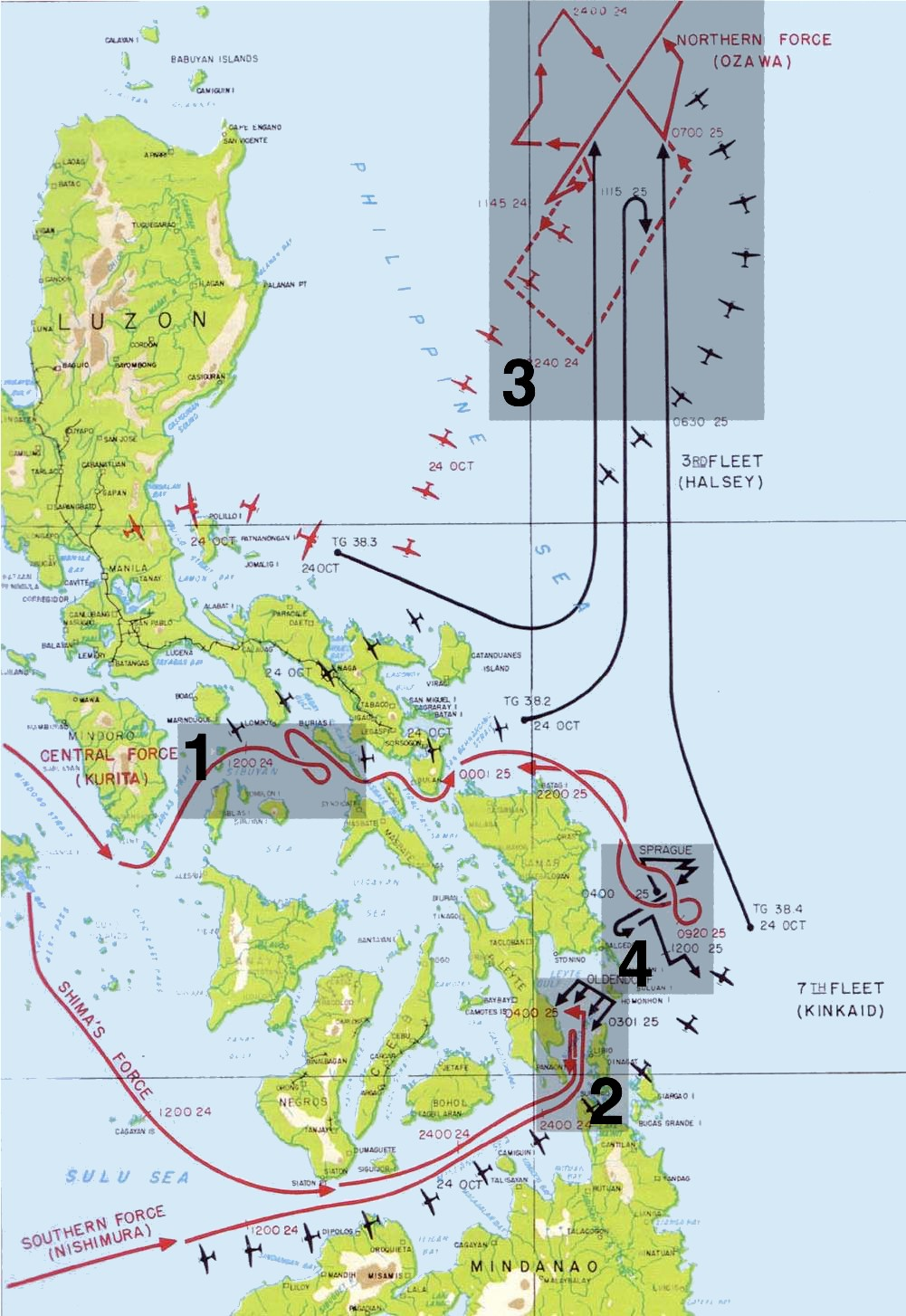
레이테만 전투에서의 4개의 주요 작전: 1 시부얀 해전 2 수리가오 해협 전투 3 엔가뇨 곳 해전 4 사마르 해전. Leyte Gulf is above 2 and to the left of 4. The island of Leyte is to the left of the gulf.

1944년 10월 12일, 홀시 제독의 미군 3함대는 레이테 상륙작전에 일본군 항공 세력 지원을 방해하기 위하여 타이완과 류큐 제도에 대한 잇따른 항공모함 강습을 시작하였다. 일본군은 이에 대항하여 쇼2호 작전을 발동하였으며, 미군 3함대 항공모함에 대한 다수의 공격 제대를 출격시켰다. 이는 "육상 발진 항공기 대 해상 발진 항공기의 전멸전(knock-down, drag-out fight between carrier-based and land-based air)"으로 일컬어지는 결과로 이어졌으며, 일본군은 해당 지역 주둔의 전력 대부분에 해당하는 600기의 전투기를 3일 사이에 상실한다. 필리핀 근해로 이어지는 다음 미군의 공격에 대항하여 일본 해군은 첩 1호 작전으로 전환하게 된다.
쇼1호 작전은 '북방군'으로 불린 일본 해군 소장 오자와 지사부로지휘의 전투함들이 미군 주력 함대를 레이테만 밖으로 유인하는 것을 골자로 하고 있었다. 북방군은 수척의 항공모함을 주력으로 하고 있었지만, 항공기나 항공요원은 거의 배치되어 있지 않았다. 항공모함이 미끼가 되어 미군 주력 함대를 이끌고 레이테만에서 빠져나가면, 니시무라 쇼지 해군 소장과 시마 기요히데 해군 소장 지휘의 '남방군'이 '수리가오 해협'을 통과하고, 구리타 다케오 해군 소장 지휘의 '중부군'이 '산베르나르디노 해협'을 통과하여 레이테만 서쪽으로부터 미군의 상륙부대를 타격하는 것이 작전 계획의 뼈대였다. 중부군은 당시 일본군의 중심 전력이었다.
이 작전은 적어도 1개 이상의 작전 단위-특히 미끼로 사용되는 북방군-에 대한 괴멸적 손해를 피할 수 없었지만, 도요다 사령관은 차후에 미군의 심문 과정에서 다음과 같이 진술하였다.
만일 필리핀 해역에서 패배하면, 함대가 살아남더라도 남쪽으로부터의 병참선이 차단되어 일본으로 귀항할 연료를 공급받을 수 없게 될 것이었다. 남쪽 해안에서 함대가 살아남더라도 본토에서부터 탄약과 무기의 공급이 차단될 것이 명백하였으므로, 함대를 남기고 필리핀을 상실하는 것은 의미가 없었다.

Should we lose in the Philippines operations, even though the fleet should be left, the shipping lane to the south would be completely cut off so that the fleet, if it should come back to Japanese waters, could not obtain its fuel supply. If it should remain in southern waters, it could not receive supplies of ammunition and arms. There would be no sense in saving the fleet at the expense of the loss of the Philippines.— 15px, 15px, United States Strategic Bombing Survey (Pacific) – 'Interrogations of Japanese Officials'

## 팔라완 통로에서의 잠수함 작전

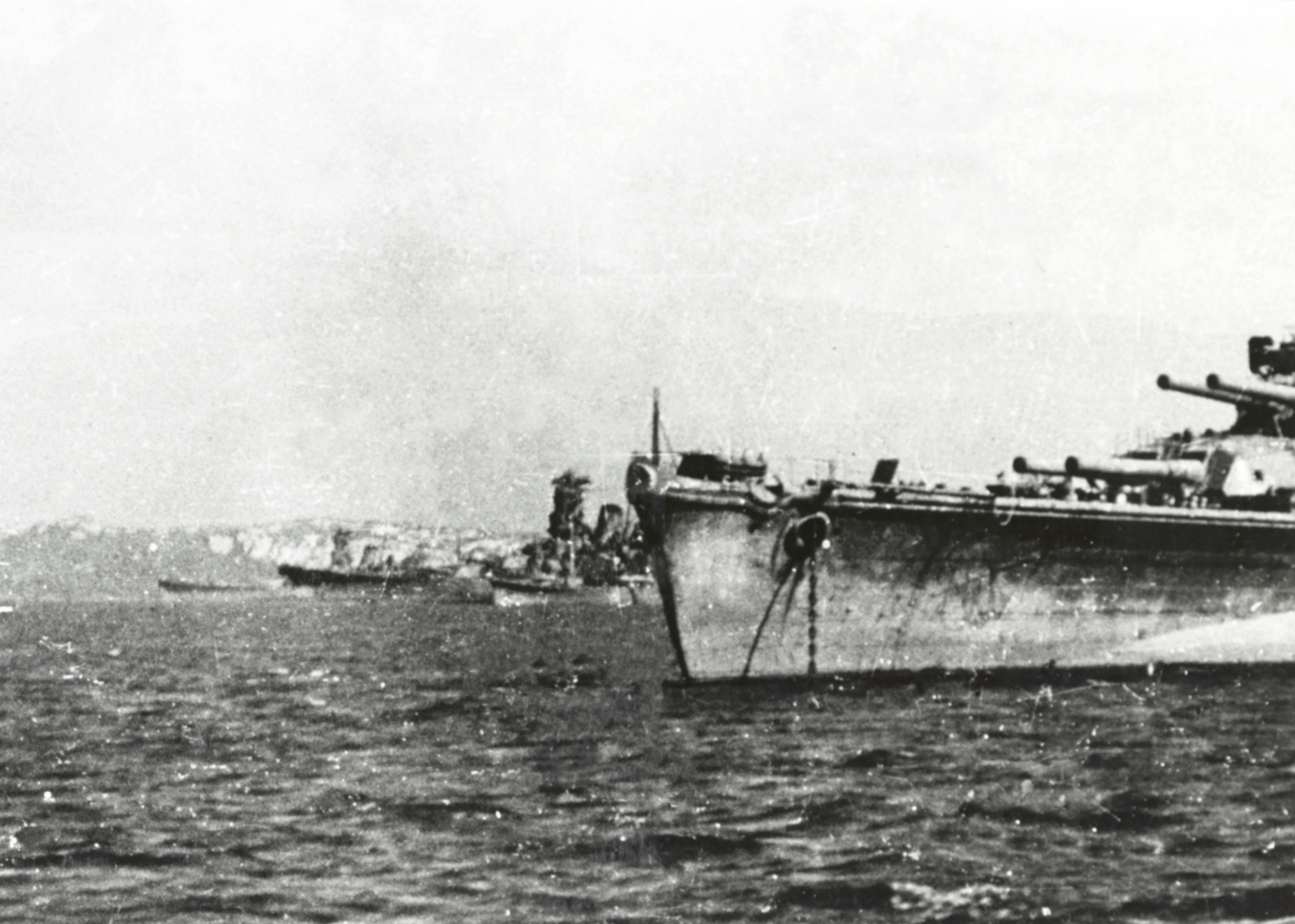
브루나이에 정박중인 야마토. 당시 구리타 제독 휘하에 있었다.

브루나이에서 출항할 당시 구리타 제독 휘하의 중부군은 5척의 전함(야마토, 무사시, 나가토, 곤고, 하루나)과 10척의 중순양함(아타고, 마야, 타카오, 초카이, 묘코, 하구로, 쿠마노, 스즈야, 치쿠마), 2척의 경순양함(노시로, 야하기) 및 15척의 구축함으로 구성되어 있었다.
구리타 함대는 10월 23일 자정 무렵에 팔라완섬 주위를 통과하게 된다. 미해군 잠수함 다터(USS Darter)와 데이스(USS Dace)는 근처의 수면에 위치하고 있었다. 10월 23일 00:16에 다터함의 레이다가 27,000 m 거리에서 일본 함대를 탐지한다. 다터함 함장이 육안으로 접적을 확인하고 최소한 3회에 걸쳐 접적을 보고하는 사이에, 두 잠수함은 일본 함대를 추적하기 시작한다. 야마토함의 무선병은 최소한 한번 이상 해당 무전을 탐지하였지만, 구리타 제독은 적절한 대잠수함 작전을 수행하지 않았다.
다터함과 데이스함은 최대 출력으로 수상 기동하여 구리타 함대 진형의 진행 방향에서 유리한 위치를 차지하였으며, 일출과 동시에 공격을 개시하였다. 이 공격은 아주 성공적으로 이루어졌다. 05:24에 다터함은 6발의 어뢰를 발사하였으며, 적어도 4발이 구리타 함대의 기함인 중순양함 아타고(다카오급)에 명중한다. 10분후, 다터함은 다카오함에 두발의 어뢰를 명중시켰다. 05:56에 데이스함은 마야함(다카오급)에 네발의 어뢰를 명중시킨다.
아타고함과 마야함은 곧 침몰하였다. 다카오함은 두척의 구축함과 함께 브루나이로 회항하였으나, 다터함과 데이스함이 계속 추격하였다. 10월 24일에 다카오함을 추격하는 과정에서 다터함은 모래톱에 좌초하였으며, 갖은 노력에도 불구하고 잠수함을 포기하게 되었다. 그러나 다터함의 승무원 전원은 데이스함에 구조된다.
다카오함은 싱가포르로 귀항하였다.
아타고함은 매우 빠르게 침몰하였으며, 구리타 제독도 직접 수영을 해야할 정도였다. 제독은 일본 구축함에 의해 구조되었으며, 야마토함에 옮겨타게 된다.

## 시부얀 해전

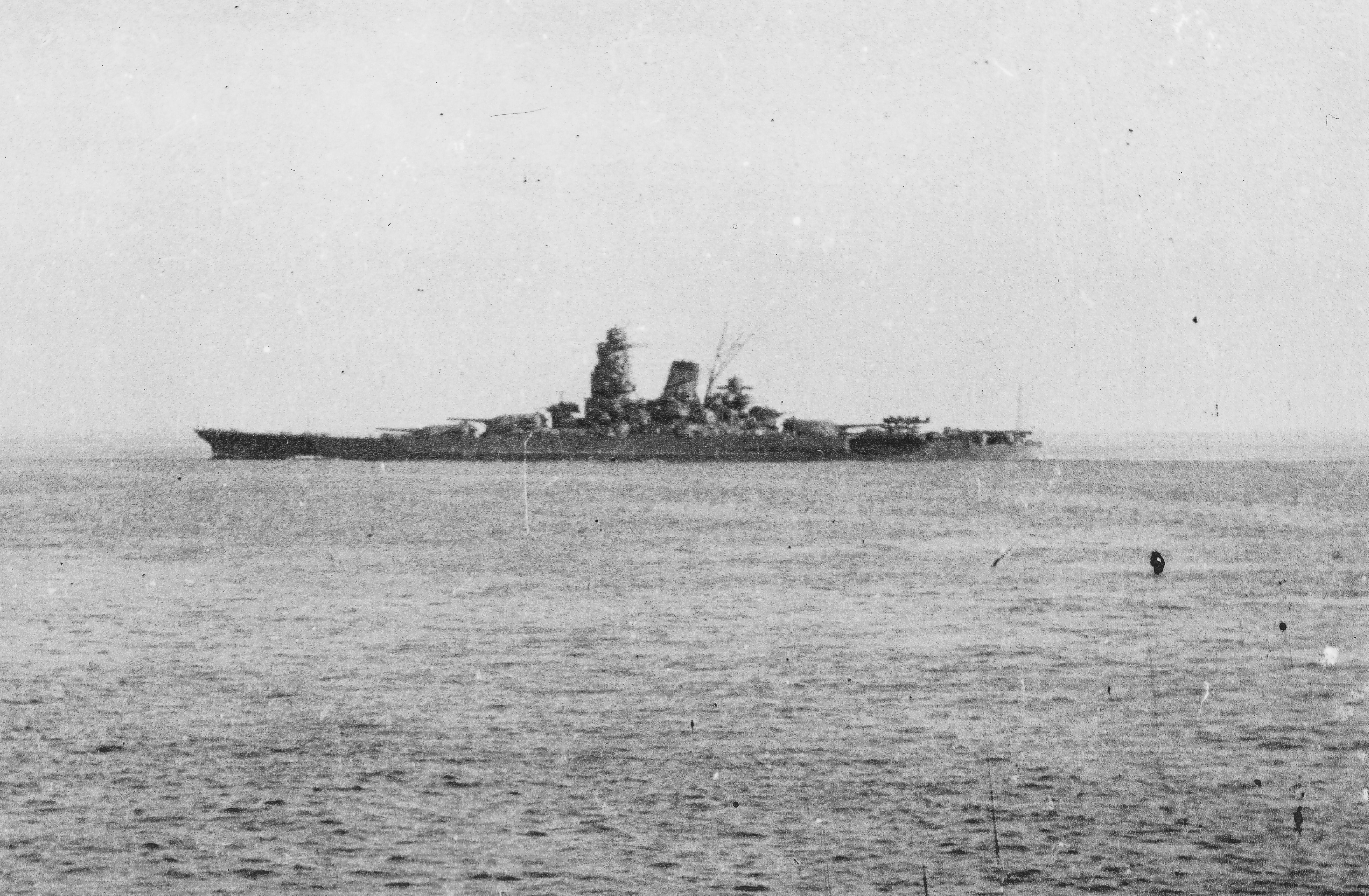
1944년 10월에 레이테만 전투를 위해 브루나이를 출발하는 무사시

10월 24일 08:00에 중부군이 시부얀해로 들어서는 것이 연합군에 발견되었으며, 홀시 제독의 3함대 소속의 엔터프라이즈함(USS Enterprise, CV-616)에서 발진한 VF-20 공격대의 F6F 핼켓 전투기와 VB-20 공격대의 SB2C-3 급강하폭격기, VT-20 공격대의 TBF 어벤져 뇌격기가 공격을 개시하였다. 3함대의 막강한 전력에도 불구하고, 전투함의 위치가 적절하지 않았다. 10월 22일에 홀시 제독은 2개의 함대전투단을 울리티섬(Ulithi)에 위치한 함대 기지로 이동하여 보급과 재무장을 수행하도록 하였다. 잠수함 다터에서 접적 보고가 들어오자 홀시 제독은 데이비슨 제독의 함대전투단을 소환하였으나 38 기동함대에서 가장 강력한 전력을 가지고 있던 존 S. 멕케인 제독 휘하의 함대전투단은 울리티섬으로 계속 항해하도록 놔두었다. 결국 10월 24일에 멕케인의 전투단도 소환하였으나 결과적으로 미해군에서 가장 강력한 함대전투단은 이어진 전투에서 거의 역할을 하지 못하게 된다. 이는 3함대 가용 항공전력의 40%에 해당하는 수치였다. 또한 멕케인 함대전투단에는 3함대에 배속된 6척의 중순양함 중 4척이 배치되어 있었다. 10월 24일 아침, 단 3개의 함대전투단만 구리타 함대에 대한 공격이 가능하였으며, 그나마도 구리타 함대 공격에 가장 좋은 위치에 있던 제라드 F. 보겐(Gerald F. Bogan) 제독 휘하의 38 기동함대 2 함대전투단(TG 38.2)은 1척의 정규항모(인트레피드함, USS Intrepid, CV-11)와 2척의 경항모로 이루어진 가장 약한 전력을 가지고 있었다.

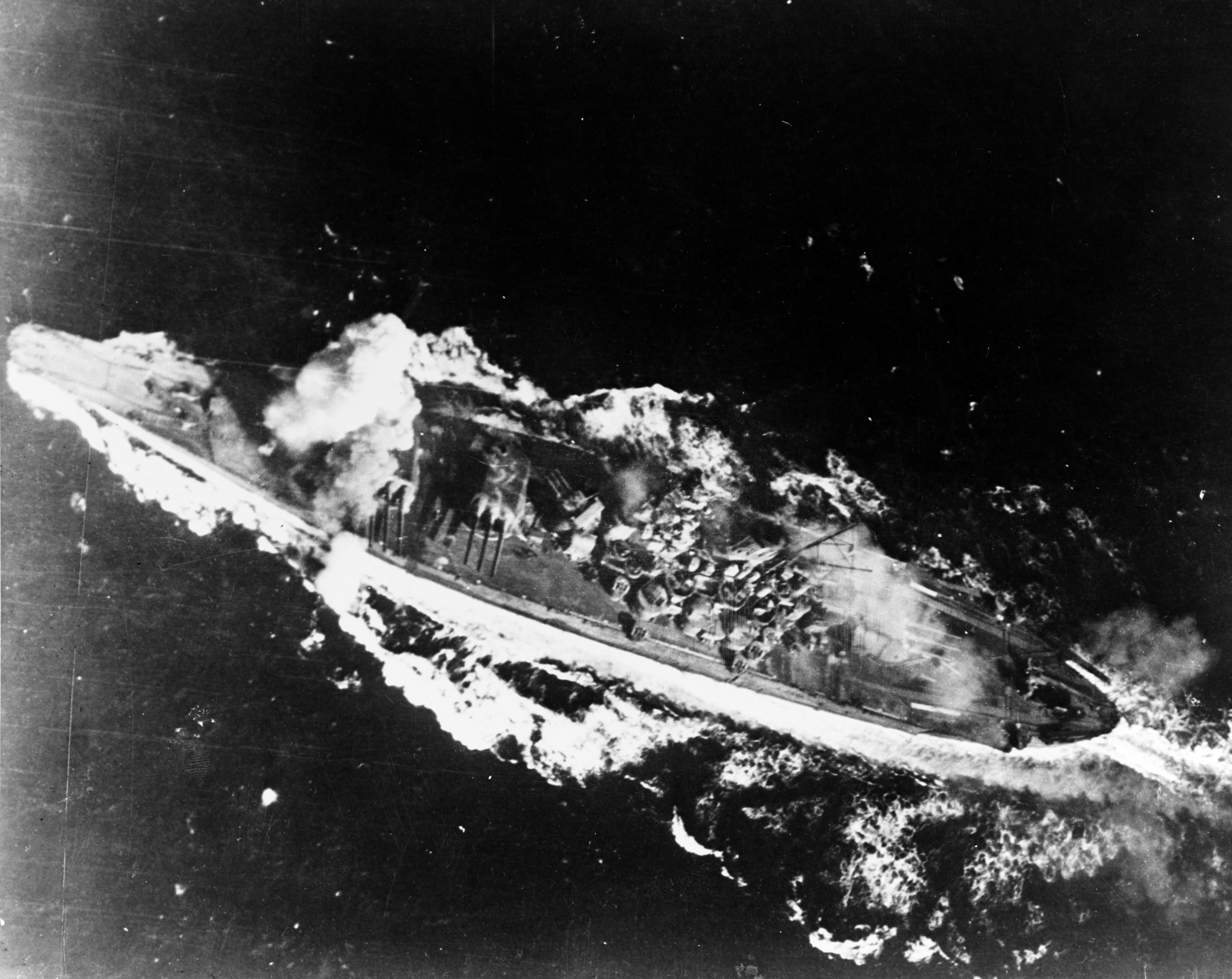
시부얀 해에서 1944년 10월 24일에 전방 포대 근처에 폭탄을 맞은 야마토

보겐 함대전투단 소속의 인트레피드함과 카봇함(USS Cabot, CVL-28)에서 이륙한 항공기들은 10:30 무렵에 공격을 시작하였으며, 나가토함, 야마토함, 무사시함에 명중탄을 날리고 중순양함 묘코에 심각한 피해를 주었다. 인트레피드함과 에섹스함(USS Essex, CV-9), 렉싱턴함(USS Lexington, CV-16)에서 이륙한 2차 공격제대는 에섹스함 소속의 VB-15 헬다이버와 VF-15 헬켓이 주축이 되어 무사시함에 10발을 명중시켰다. 무사시함이 철수를 시도하는 과정에서 엔터프라이즈함과 프랭클린함(USS Franklin, CV-13)에서 발진한 3차 공격제대는 추가적으로 11발의 폭탄과 8발의 어뢰를 명중시킨다.
구리타는 항공모함 작전거리에서 벗어나기 위하여 함대의 침로를 바꾸었으며, 피해입은 무사시함을 지나게 된다. 구리타는 17:15에 산베르나르디노 해협을 향한 이동을 시작하기 전까지 무사시함이 응급복구하기를 기다렸으나, 무사시함은 적어도 17발의 폭격과 19발의 어뢰에 피격되어 전복하고 19:30분에 침몰하였다.
오니시 다키지로 중장은 루손섬에서 휘하의 항공기로 3개의 공격제대를 구성하여 셔먼 제독 휘하의 38 기동함대 3 함대전투단(TG 38.3)에 공격을 가하였다. TG 38.3은 루손섬 비행장을 폭격하여 일본의 육상 발진 항공기가 레이테만에 접근하는 연합군 함정에 접근하는 것을 방해하는 임무를 가지고 있었다. 오니시 중장의 각 공격제대는 50~60기의 항공기로 구성되어 있었다.

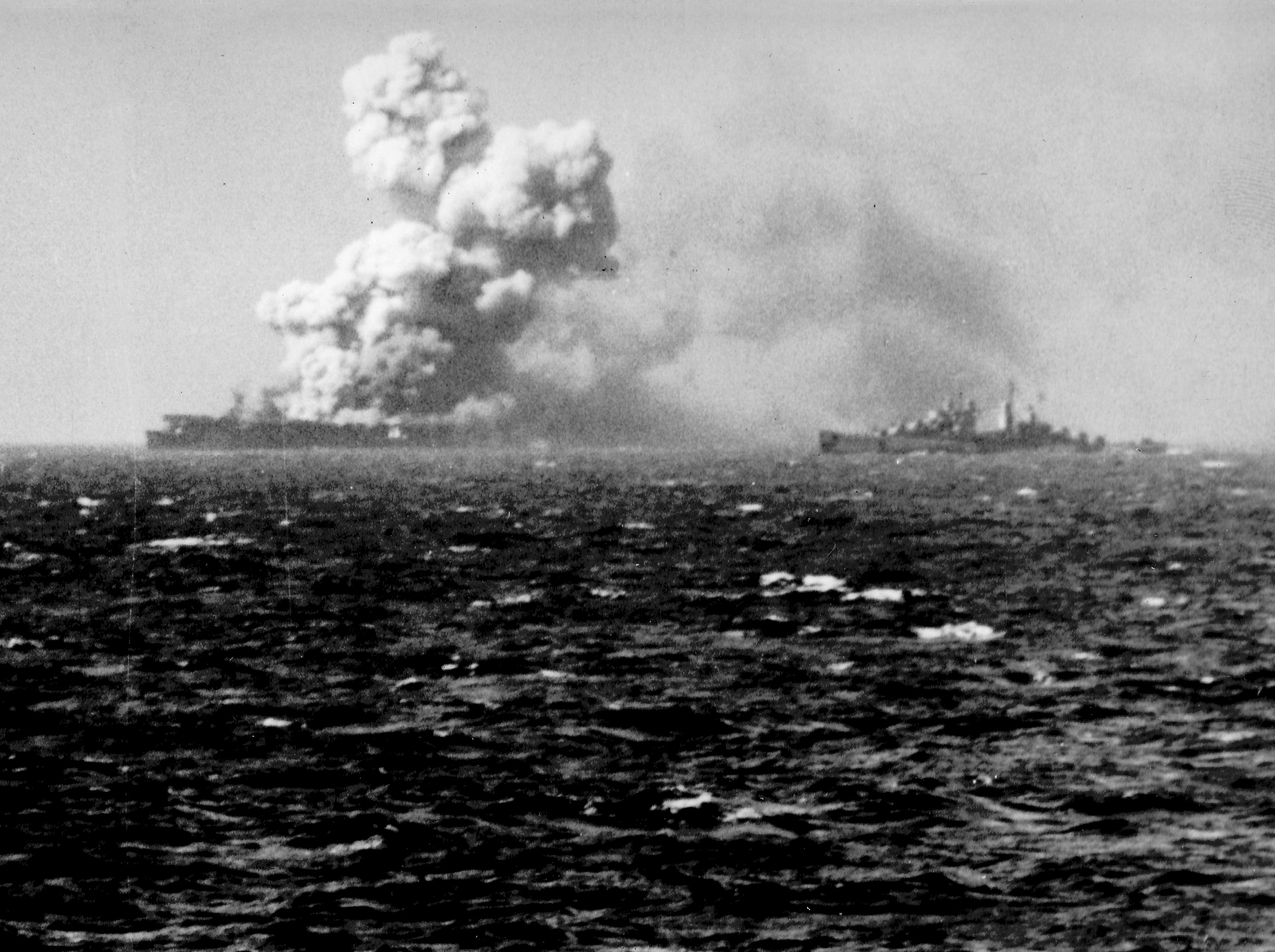
폭발하는 프린스턴함(USS Princeton, CVL-23)

대부분의 일본 공격기들은 셔먼제독의 전투초계비행중인 헬켓 전투기에 의하여 요격되거나 항로를 이탈하였다. 특히 데이비드 맥켐벨(David McCampbell) 비행대장(commander)의 지휘하에 에섹스함에서 출격한 두개의 전투기 분대가 좋은 성과를 보였다. 맥켐벨 비행대장 자신도 해당 작전에서 9기의 적기를 격추하였다. 그러나 한기의 일본 폭격기(요코수카 D4Y3, 주디Judy)가 방어선을 뚫고 09:08에 경항모 프린스턴(USS Princeton)을 550 lb(250 kg)급 철갑탄으로 명중시켰다. 폭발로 인해 프린스턴함 격납고에 큰 불이 났으나, 살수기가 작동하지 않았다. 화재는 빠르게 번졌으며, 2차 폭발이 계속되었다. 화재가 진압되는 것처럼 보였지만, 15:23에 함의 폭탄 저장소에서 발생한 것으로 보이는 거대한 폭발이 발생하였으며, 프린스턴함에서 다수의 사상자가 발생하게 된다. 또한 이 폭발로 인해 화재 진압을 돕기 위하여 프린스턴함에 접근하던 경항모 버밍햄(USS Birmingham, CL-62)에서도 다수의 사상자가 발생한다.(233 사망, 426 부상) 버밍햄함도 매우 심하게 피해를 입어서 차후에 퇴역하게 된다. 해당 폭발은 다른 한척의 경항모와 두척의 구축함에도 피해를 입혔다. 프린스턴함을 구조하려는 노력은 결국 실패로 돌아갔으며, 17:50에 생존자를 철수신킨 후 경순양함 레노(USS Reno)에서 어뢰를 발사하여 자침하게 된다. 프린스턴함 승무원중 108명이 사망하였으며, 1,361명이 구조되었다. 프린스턴함은 레이테만 전투에서 미국이 상실한 가장 큰 전투함이었다.
10월 24일 3함대는 일본 중부군에 대하여 259회의 비행 출격을 감행하였으며, 대부분은 핼켓 전투기였다. 그러나 10월 25일 훨씬 약한 전력을 가지고 있던 북방군의 오자와 함대에 대한 527회 출격에 비하면, 구리타 함대를 무력화하기에 충분하지 않은 공격이었다. 또한 대부분의 공격은 전함 무사시에 집중되었다. 결과적으로 무사시함은 침몰하였으며, 순양함 묘코가 큰 피해를 입었지만, 구리타 함대의 다른 전투함들은 대부분 전력을 보존하고 있었다.
홀시 제독의 오판에 의하여 구리타 함대는 밤중에 산베르나르디노 해협을 통과할 수 있었으며, 다음날 수마르 해안에 극적으로 등장하게 된다.

## 산 베르나르디노 해협
오자와 함대 항공모함의 위치를 파악하지 못한 체 전함 뉴저지(USS New Jersey)에서 지휘하던 홀시 제독과 3함대 참모들은 일본의 중부군과 남부군의 위치를 확인하고 대응 계획을 세우고 있었다. 대응 계획의 의도는 2개 이상의 항공모함 전투단으로 보강된 강력한 기동함대로 산 베르나르디노 해협을 봉쇄하는 것이었다. 윌리스 A. 리(Willis A. Lee) 중장 지휘하의 34 기동함대(TF 34)에 4척의 전함과 5척의 순양함, 14척의 구축함으로 구성된 강력한 수상 전투함이 배정될 예정이었다. 38 기동함대 4 함대전투단(TG 38.4)의 랄프 E. 데이비슨(Ralph E. Davison) 소장이 다른 항공모함 세력을 책임지기로 했다.
10월 24일 15:12에 홀시 제독은 작전계획에 대하여 휘하 제대에 명령을 전달하였으나, 문구가 명확하지 않았다. 또한 명령을 내리는 방법이 무선, 전신의 두 가지 방법으로 수행되며, 예하 제대와 상급 제대에서 해당 명령의 의미가 불명확한 부분을 직접 확인할 기회를 놓치게 된다. 결과적으로 34 기동함대로 전투함이 재배치되는 시점에 대하여 명확한 전달이 이루어지지 않았으며, 이후 작전에 큰 걸림돌이 된다.
3함대는 미끼 역할을 수행하던 오자와의 북방군 위치를 확인하기 위하여 노력하였으나, 10월 24일 16:40까지 확인하지 못하였다. 이것은 3함대가 구리타의 중부군을 공격할 수 있고, 루손섬에서부터 접근할 수 있는 일본 육상 발진 항공기의 사정거리에서 벗어날 수 있는 곳에 위치하고 있었기 때문이다. 결과적으로 미끼 역할을 하기 위한 일본함대는 결국 미군에 발견되지 않는 모순이 생겼다. 오자와 제독은 구리타 함대가 퇴각하는 것으로 잘못 보고하던 미군의 무전을 도청하고, 퇴각하기 시작하였다. 그러나 도요다 제독은 20:00에 3함대가 북방군에 관심을 돌리도록 하기 위하여 휘하의 전 병력에 대하여 공격을 명하였고, 오자와 제독은 다시 레이테섬 방향으로 항로를 바꾸게 된다.
홀시 제독은 북방군이 일본군의 주력이고, 일본군의 항공모함 전력을 괴멸시킬 좋은 기회라고 판단했다. 반면에 중부군은 시부얀 해전 과정에서 무력화되고 퇴각하는 중이라고 생각하고, 니미츠와 킨케이드에게 다음과 같이 보고하였다.
공격 보고서에 따르면 중부군은 심각한 피해를 입었다.
3개 그룹과 북쪽으로 진행하여 새벽에 교전하겠다.— 15px, 15px, Morison (1956)

3개 그룹이라는 표현에 대하여 홀시와 니미츠는 서로 다르게 판단하였다. 니미츠 제독은 홀시 제독이 새로이 편성된 34 기동함대를 산 베르나르디노 해협 방어를 위하여 놔두고, 남은 3개 그룹의 함대전투단과 함께 북방군을 추격한다는 것으로 생각하였으나, 실제로 홀시 제독 해당 해역의 가능한 모든 전투함을 동원하고 있었다. 결과적으로 산 베르나르디노 해협에는 방어 병력이 남지 않게 되었으며, 3함대는 좌익을 무방비로 노출하게 된다.
심지어 경항모 인디펜던스(USS independence, CVL-22)에서 출격한 야간 전투초계비행에서 중앙군이 레이테만 방향으로 회항하고 있다는 정찰 정보가 3함대 기함에 전달 되었음에도 불구하고, 적절한 조치가 취해지지 않았으며, 산 베르나르디노 해협은 완전히 열리게 된다.

## 수리가오 해협 전투(10월 25일)

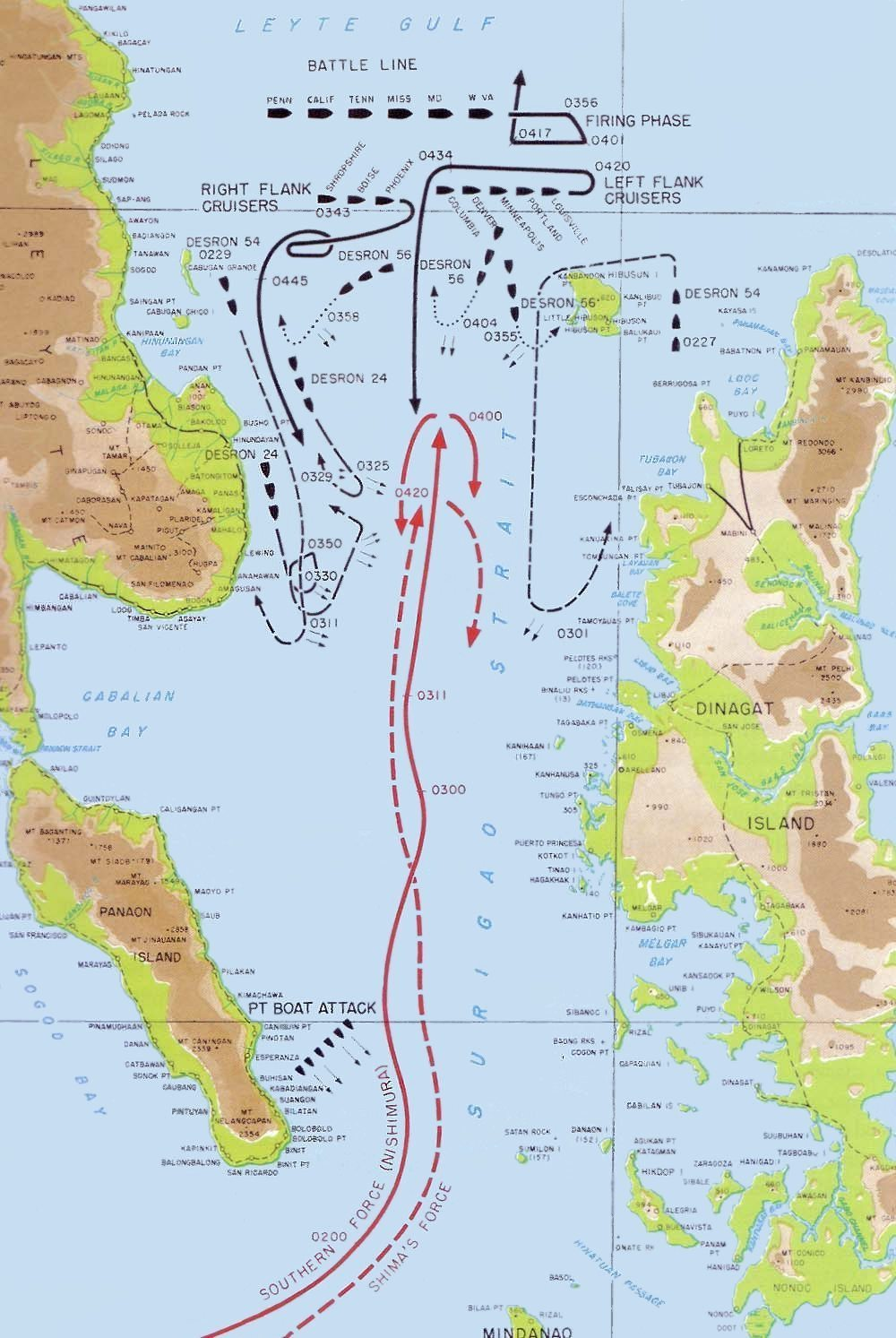
수리가오 해협 전투

니시무라 쇼지 중장이 이끄는 "남방군" 니시무라 함대-일본측의 정식 명칭은 제1유격부대 제3부대-는 전함 야마시로(山城)를 기함으로 하여 전함 후소(扶桑), 중순양함 모가미(最上), 구축함 시구레(時雨), 미치시오(滿潮), 아사구모(朝雲), 야마구모(山雲)의 일곱 척으로 구성되어 있었다. 그러나 니시무라 함대는 사실상 다른 함대를 편성하고 남은 배를 긁어모아 만든 함대였다. 후소와 야마시로는 선령이 25년이 넘은 노후 함정들로 설계상의 결함 탓에 실전 경험이 거의 없이 주로 일본 국내에서 훈련, 교습용으로 쓰이고 있었으며, 모가미는 항공순양함으로 개조는 했으나 성능상 문제로 인해 원 소속인 제7전대가 제8전대와 통폐합될 때 제외되어 제2함대 부속함으로 남아 있었다. 시구레는 소속 부대인 제27구축대의 다른 배들이 모두 격침되고 혼자 남은 상태였으며, 나머지 세 구축함은 동형함으로 제4구축대라는 단일 부대 소속이었으나 각자 다른 부대를 전전하다가 제각각 편입되어 한 부대로써의 훈련이나 실전 경험이 거의 없었다.
니시무라 함대는 10월 22일 15:00에 구리타 함대의 뒤를 이어 브루나이를 출발하였으며, 술루해를 향해 동진하다 네그로스섬을 지나 북동쪽으로 항로를 틀어 보홀해에 들어섰다. 이어 민다나오섬을 우현에 두고 북동진하여 수리가오 해협의 남쪽 입구로 들어섰다. 니시무라 함대는 해협을 통과하여 레이테만에서 구리타 함대와 합류하고자 하였다.
니시무라 함대를 뒤따라 이동한 시마 기요히데 중장이 지휘하는 "2차 공격대" 시마 함대-일본측의 정식 명칭은 제2유격부대-는 기함인 중순양함 나치(那智)를 위시하여 중순양함 아시가라(足柄), 경순양함 아부쿠마(阿武隈), 구축함 아케보노(曙), 우시오(潮), 가스미(霞), 시라누이(不知火), 와카바(若葉), 하쓰하루(初春), 하쓰시모(初霜)의 열 척으로 구성되어 있었다.
니시무라 함대는 10월 24일에 미해군 폭격기의 공격을 받았으나, 피해는 경미하였다.
중부군(구리타 함대)과 남방군(니시무라, 시마 함대)에 내려진 엄격한 무선침묵 때문에 니시무라 함대는 시마 함대나 구리타 함대와 보조를 맞추기 어려웠다. 02:00에 니시무라 함대가 수리가오 해협에 진입하기 시작한 시점에, 시마 함대는 25 해리(46 km) 뒤처져 있었으며, 구리타 함대는 북서쪽으로 수시간 거리의 시부얀해에 남아 있었다.
| "남방군" 니시무라 함대 (괄호 안의 년도는 촬영 년도이다) | "남방군" 니시무라 함대 (괄호 안의 년도는 촬영 년도이다) | "남방군" 니시무라 함대 (괄호 안의 년도는 촬영 년도이다) | "남방군" 니시무라 함대 (괄호 안의 년도는 촬영 년도이다)                                                                   |
| ------------------------------------------------------- | ------------------------------------------------------- | ------------------------------------------------------- | --- |
| 후소급 전함 야마시로(1917)                              | 모가미급 중순양함 모가미(1944)                          | 시라쓰유급 구축함 시구레(1939)                          | 모가미, 시구레를 제외한 다섯 척이 격침되고 모가미는 퇴각 중 공격을 받아 자침. 최종적으로 귀환한 배는 시구레 한 척 뿐이다. |
| 후소급 전함 후소(1933)                                  | 아사시오급 구축함 미치시오(1937)                        | 아사시오급 구축함 아사구모(1939)                        | 아사시오급 구축함 야마구모(1939)                                                                                          |

니시무라 함대는 수리가오 해협에 접근하는 동안 제시 올덴도르프 해군 중장이 지휘하는 미국 7함대 지원부대의 매복에 걸린다. 7함대 지원부대는 6척의 전함과 4척의 중순양함, 4척의 경순양함, 28척의 구축함과 39척의 어뢰정으로 구성되어 상당히 충실한 전력을 갖추고 있었다. 전함은 웨스트 버지니아(USS West Virginia, BB-48), 메릴랜드(USS Maryland, BB-46), 미시시피(USS Mississippi, BB-41), 테네시(USS Tennessee, BB-43), 캘리포니아(USS California, BB-44), 펜실베니아(USS Pennsylvania, BB-38)의 여섯 척으로 미시시피를 제외한 다른 전함들은 진주만 공격 때 침몰하거나 크게 피해를 입었던 배들을 인양하여 수리한 것들로 특히 테네시, 캘리포니아, 웨스트 버지니아의 세 척은 재건조되었다. 중순양함은 기함인 루이빌(USS Louisville, CA-28)을 위시하여 포틀랜드(USS Portland, CA-33), 미니애폴리스(USS Minneapolis, CA-36), 그리고 오스트레일리아 해군 소속인 스롭셔(HMS Shropshire)의 네 척으로 네 척을 모두 합하면 35문의 8인치 함포를 보유하고 있었으며, 경순양함은 덴버(USS Denver, CL-58), 콜롬비아(USS Columbia, CL-56), 피닉스(USS Pheonix, CL-46), 보이즈(USS Boise, CL-47)의 네 척으로 모두 합쳐 54문의 6인치 함포를 보유하고 있었다. 니시무라 함대가 해협을 통과하기 위해서는 어뢰밭과 구축함을 뚫고, 8척의 순양함이 보조하는 6척의 전함과 전투를 치루어야 했다.
24일 22:36에 페터 가드 정장의 어뢰정 PT-131이 일본 함대와 접적을 이루었다. 이후 3시간 반동안 PT-131은 북진하는 니시무라 함대와 지속적으로 교전한다. 이 접적 보고는 올덴도르프 함대에게 귀중한 정보가 되었다. 하지만 어뢰정의 어뢰는 전혀 명중하지 않아 니시무라 함대는 다수의 어뢰정과의 교전에서 피해를 입지 않고 진행하였다.
그러나 어뢰정의 매복을 통과한 직후에 양측에서 공격하는 구축함의 어뢰는 피하지 못하게 된다. 25일 03:00 무렵에 일본 전함 두 척 모두 어뢰에 피격된다. 그 중 후소는 기관이 정지되어 낙오했으며 이어 미국 구축함 멜빈(USS Melvin, DD-680)의 어뢰를 맞고 선체가 두동강 난 뒤 고물쪽은 루이빌의 포격으로 침몰했고 이물쪽은 카니한섬 근처에서 가라앉았다. 그러나 후소의 침몰이 전적으로 어뢰에 의한 것이 아니라 당시 일본 제국 해군이 사용하던 정제가 충분하지 않은 연료의 유폭에 의한 것이라는 의견도 있다. 또한 후소를 비롯하여 먼저 침몰 또는 항해불능이 된 네 척의 일본측 함정의 생존자들의 운명에 대한 설명도 몇 가지 의견이 있다. 바다에 떨어진 일본 장병들이 미국측 함정의 구조를 거부하였다거나, 주변 섬에 상륙한 승무원들이 필리핀 원주민들에게 살해당했다는 이야기가 있으며, 또 표류하기 시작한 아사구모가 나머지 세 침몰선의 생존자들을 구조했으나 아사구모도 침몰하여 전부 사망했다는 이야기도 있다.
또 니시무라 함대의 네 구축함은 단종진의 진형을 형성하던 중 어뢰 공격을 받았다. 야마구모가 미국 구축함 맥덜무트(USS McDermut, DD-677)가 쏜 어뢰를 맞고 03:11 경에 침몰하여 니시무라 함대의 첫 침몰함이 되었으며, 미치시오는 왼쪽에 어뢰를 맞고 항해불능 상태에 빠진 후 얼마 지나지 않아 미국 구축함 허친스(USS Hutchins, DD-476)가 발사한 어뢰를 맞고 03:23 경에 격침되었다. 아사구모는 뱃머리가 크게 손상되어 표류하게 되었고 시구레만이 어뢰 공격을 피할 수 있었다.
한편 야마시로는 계속 항해가 가능하여 니시무라 중장은 03:40 경 ワレ魚雷攻撃ヲ受ク、各艦ハワレヲ顧ミズ前進シ、敵ヲ攻撃スベシ→우리는 어뢰공격을 받았다. 각 함은 본함에 신경쓰지 말고 전진하여 적을 공격하라라는 지시를 내리고 계속 진격했으나 이 지시가 내려진 시점에서 후소와 야마구모, 미치시오가 이미 격침되었고 아사구모가 낙오하여 니시무라 함대는 세 척만이 남아 있었다.
03:16에 웨스트 버지니아의 레이다가 야마시로를 42,000야드 거리에서 감지하였으며, 30,000야드 거리에서부터 발포하기 시작하였다. 03:53에 8문의 16인치 주포를 22,800야드 거리에서 발사하여 첫 번째 일제사격이 야마시로에 명중했다. 총 93발을 사격하였으며, 03:55에 캘리포니아와 테네시가 합류하여 각기 63발과 69발의 14인치 함포를 사격하였다. 레이다에 기반한 화기 관제 기술을 운용한 미해군은 전통적인 화기 관제 기술을 운용하던 일본 해군이 반격할 수 없는 사정거리를 유지할 수 있었다. 반면에 다른 세 척의 미해군 전함은 레이다 화기 관제 시스템을 가지고 있지 않았으며, 적절한 시간에 사격에 함류하지 못하였다. 메릴렌드는 다른 함의 사격에 의하여 발생한 물보라를 기준으로 48발의 16인치 함포를 목측 사격하였으며, 펜실베니아는 결국 사격하지 못하였다. 미시시피는 한 번의 일제사격을 수행할 기회를 얻었으며, 이 사격은 전함이 전투함에 대하여 발사한 마지막 일제사격이었다.
야마시로와 모가미는 미국 전함의 16인치 함포와 14인치 함포에서 발사된 다수의 철갑탄 외에도 미국 구축함의 공격으로도 많은 피해를 입었다. 시구레는 뱃머리를 돌려 퇴각하고자 하였으나 조향력을 잃고 완전 정지하였다. 야마시로는 함대 사령관인 니시무라 중장, 함장인 시노다 가쓰키요(篠田勝清) 대령 등과 함께 04:20에 침몰하였으며, 모가미와 시구레는 남쪽으로 퇴각하였다.
니시무라 함대의 후위를 담당하는 시마 함대는 본대 7척이 타이완의 마코 경비부에서, 그리고 다른 임무 수행 관계로 제21구축대의 세 척(와카바, 하쓰하루, 하쓰시모)은 마닐라에서 각각 출발했다. 그러나 제21구축대는 10월 24일 술루해에서 미국 측의 공격을 받아 와카바가 격침되어 본대와의 합류를 포기하고 마닐라로 돌아갔다. 한편 제21구축대의 세 척과 합류하지 못한 시마 함대 본대는 니시무라 함대의 후방 35 해리(64 km)에서 수리가오 해협으로 접근하고 있었다. 그러나 시마 함대의 레이다는 다수의 섬에서 나타나는 난반사에 의하여 거의 무용지물이였으며, 특히 어뢰정과 같은 작은 함정은 거의 탐지하지 못하였다. 결국 경순양함 아부쿠마가 미국 어뢰정 PT-137이 쏜 어뢰를 맞고 낙오했다. 여섯 척으로 줄어든 시마 함대는 퇴각중인 니시무라 함대의 잔존 병력과 마주친다. 전함 후소의 두동강난 잔해를 본 시마 중장은 니시무라 함대에 소속된 두 전함이 모두 침몰한 것으로 판단하고 함대에 후퇴명령을 내린다. 그러나 후퇴 과정에서 함대 기함인 중순양함 나치가 8노트의 저속으로 퇴각중이던 니시무라 함대의 중순양함 모가미를 정지해 있는 것으로 오인, 접근하다 충돌하여 모가미의 조타실이 침수된다. 시마 중장은 낙오한 아부쿠마와 크게 손상된 모가미에게 구축함 우시오와 아케보노를 각각 호위함으로 파견하여 퇴각시키려 했으나 미국측의 공습을 받아 모가미는 최종적으로 생존 승무원을 아케보노로 옮겨태우고 자침시키기에 이르고, 아부쿠마 역시 미국측의 공격으로 격침되었다. 한편 뱃머리 부분이 손상되어 표류하던 아사구모는 모가미와 시구레를 따라잡지 못하고 뒤쳐져 있다가 덴버와 콜롬비아의 공격을 받고 침몰했다. 이로써 니시무라 함대 소속 일곱 척의 전투함 중 시구레만이 살아남아 수리가오 해협을 빠져나갈 수 있었다. 한편 시마 함대의 전투함은 열 척 중 24일 격침된 와카바, 25일 낙오 후 26일 격침된 아부쿠마를 제외한 여덟 척이 수리가오 해협 전투에서 살아남았다.
수리가오 해협 전투는 2차 세계대전의 태평양 전쟁에서 이루어진 두 번의 '전함 대 전함' 전투 중 하나이며, 역사상 마지막 '전함 대 전함' 전투이다. 또한 역사상 마지막으로 정자전법(Crossing the T)이 사용된 전투였다. 그러나 수리가오 해협 전투에서 정자전법이 사용된 시점은 이미 일본군 함대가 세 척의 전투함만 남아있는 약화된 상태였으므로, 전투의 결과에 큰 영향을 주지는 못했다.

## 사마르 해전 10월 25일

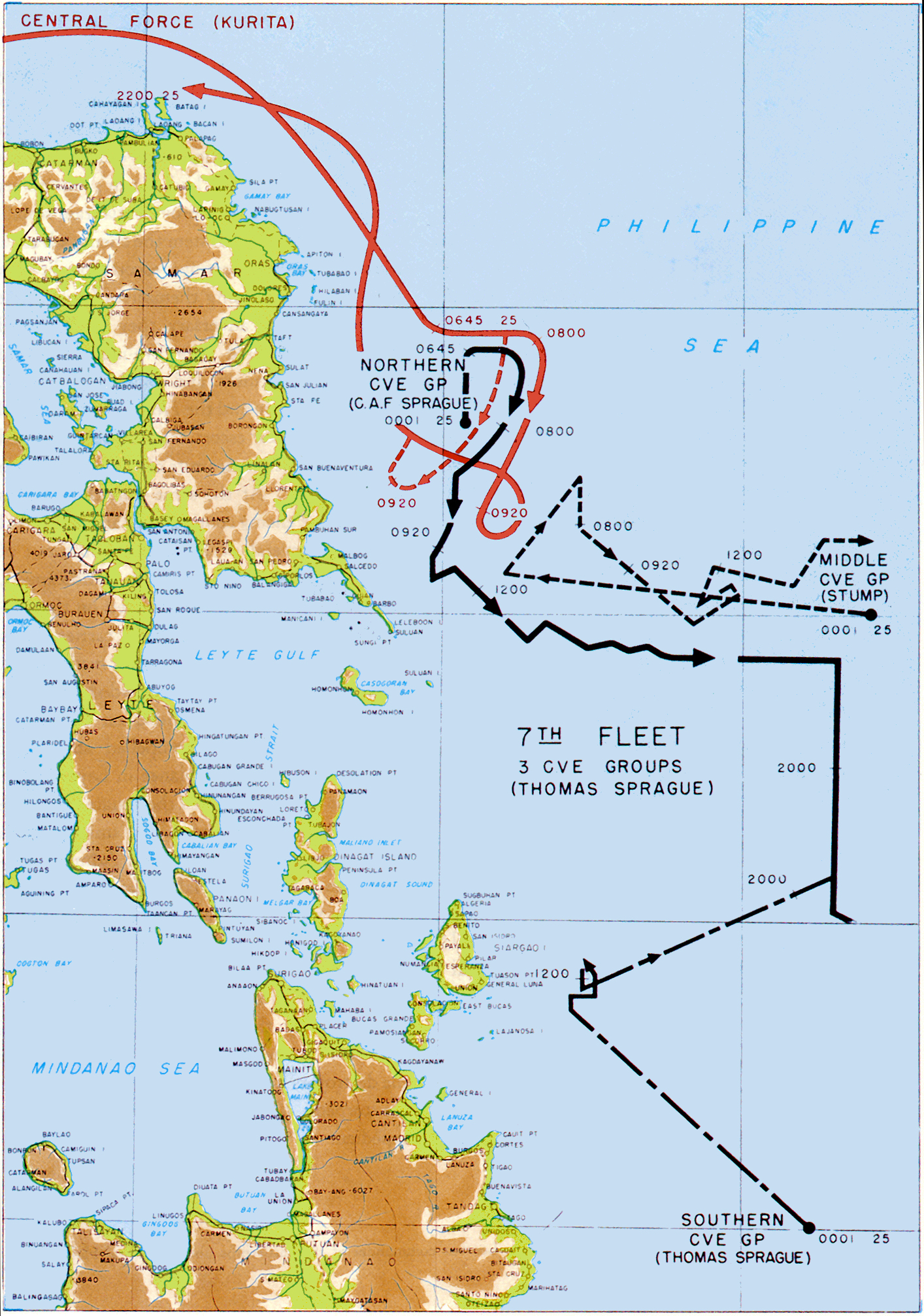
사마르 해전

### 서막
일본 해군의 북방군에 남아 있는 항공모함을 공격하기 위하여 3함대의 가용 전력 전부를 북진하도록 명령한 홀시 제독의 결정은 결국 산베르나르디노 해협이 전혀 방비되지 않은 상태로 놔두게 되었다.
킨케이드 제독과 참모를 포함한 7함대의 지휘관들은 홀시 제독이 34 기동함대(TF 34)을 산베르다르디노 해협을 지키도록 하고 남은 3척의 항공모함을 지휘하여 북진한다고 생각하였지만, 실제로는 6척의 전함을 포함한 3함대의 가용한 전력 전부가 북진하고 있었다.
결국 구리타의 중부군은 방해받지 않고 10월 25일 03:00에 산베르나르디노 해협에 나타나 사마르섬을 끼고 남진하기 시작하였다. 이에 맞서는 미해군은 7함대 소속의 호위항공모함(호출부호 '테피(Taffy)' 1, 2, 3) 3척을 포함한 16척의 작고 매우 느리며 비무장인 호휘항공모함과 경무장이거나 비무장인 구축함 혹은 더 소형인 호위구축함으로 구성되어 있었다. 팔라완 통로와 시부얀 해전에도 불구하고 일본 해군의 중부군은 야마토함을 포함한 4척의 전함과 6척의 중순양함, 2척의 경순양함 및 11척의 구축함을 포함하는 강력한 전력을 구축하고 있었다.

### 전투
구리타 함대는 클리프턴 스프레이그 제독 휘하의 전투단 77.4.3 (Task Unit 77.4.3, 'Taffy 3')를 부지불식간에 따라잡았다. 스프레이그 제독은 휘하의 항모들에 함제기를 발진시키라고 명력하였으며, 스콜에 숨기 위하여 동쪽으로 항진하였다. 구축함과 호위구축함들은 연막을 이용하여 항공모함의 후퇴를 가리고자 하였다.
구리타 제독은 오자와 함대의 유인 작전이 성공했다는 사실을 확인하지 못한 상태에서 홀시 제독의 3함대 소속 항공모함을 찾았다고 판단하고, 대 항공모함 전투 대형으로 함대를 제편하였다. 또한 '일반 공격' 명령을 통하여 휘하의 함대가 독자적으로 판단하여 공격하도록 하였다.
미해군 구축함 존스턴(USS Johnston, DD-557)은 적 함대에 가장 가까이 위치하고 있었다. 함장 어네스트 에반스(Ernest E. Evans) 소령은 적 함대와의 압도적인 전력차를 확인 하고 전속력으로 적 함대로 뛰어들며 중순양함 쿠마노(Kumano)를 어뢰로 공격하였다. 쿠마노함은 피격되어 전열에서 이탈한다. 이를 목격한 스프레이그 제독은 남은 전투단 소속의 소형 함정에 같은 역할을 명령한다. Taffy 3 소속의 다른 두척의 구축함(호엘(USS Hoel, DD-522), 허만(USS Heermann, DD-532))과 호위구축함(사무엘 로버트(USS Samuel B. Roberts, DE-413))은 자살적 공격을 감행한다. 일본 함대는 화력이 분산되고, 공격하는 어뢰를 회피하기 위하여 함대의 대형이 흐트러지게 된다. 그럼에도 불구하고 일본 함대는 항공모함에 계속 접근하며 호엘함과 로버트함을 침몰시킨다. 존스턴함 역시 보유한 어뢰를 모두 소모하고 5인치 주포로 계속 교전하였으나, 일본 구축함에 의해 침몰한다.
교전이 진행되는 중에 토마스 스프레이그(Thomas Sprague) 제독(클리프턴과 가족이 아니다)은 휘하 3개 전투단(Task unit) 소속 16척의 호위항공모함에서 즉각적으로 모든 항공기에 이함을 명령한다. 이 이함 명령은 매우 급박하게 이루어졌으며, 기총만 장비한 상태에서 이함한 경우도 있었다. 스프레이그 제독은 16척의 호위항공모함에 450여기의 항공기를 보유하고 있었다. 대부분의 항공기가 FM-2 와일드캣이나 TBM 어벤저 뇌격기와 같은 구형 모델이었으나 당시 일본 함대는 항공 세력을 보유하고 있지 않았으므로, 미군 항공기들은 방해받지 않고 일본 함대에 접근할 수 있었다. 결과적으로 일본 함대에 지속적인 항공 공격이 이루어졌으며, 특히 펠릭스 스텀프(Felix Stump) 제독 지휘하의 Taffy 2 전투단(Task Unit 77.4.2)의 공격은 매우 위력적이었다.
Taffy 3 전투단 소속 항공모함들은 포화를 피해 계속 남진하였다. 함열의 가장 뒤에서 항진하던 호위항공모함 겜비어 베이(USS Gambier Bay, CVE-73)은 야마토함의 표적이 되어 다수의 포격에 명중되고 09:07에 전복된다. 그러나 다른 항공모함은 다소간의 피해에도 불구하고 후퇴할 수 있었다.

### 구리타 제독의 후퇴

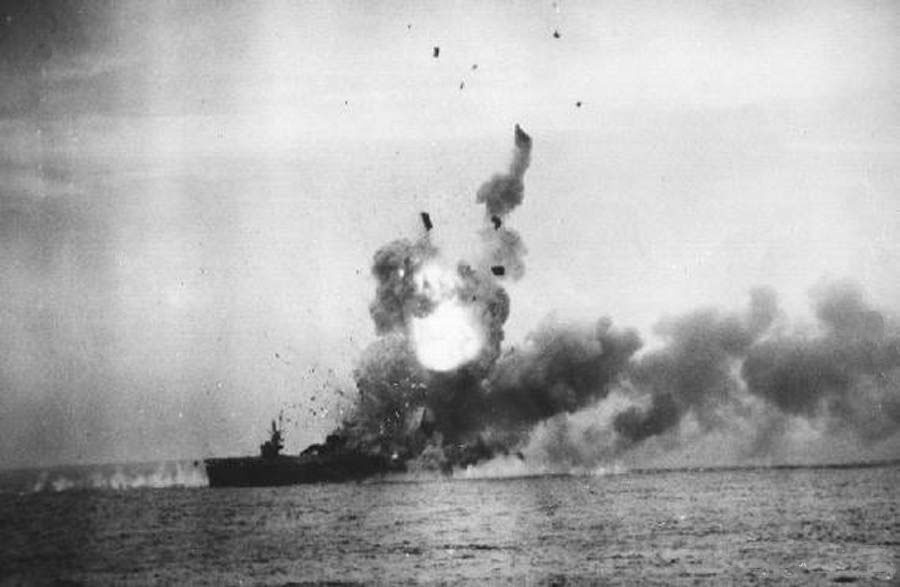
가미카제 공격으로 폭발 중인 세인트로.

스프레이그 함대의 격렬한 반격 때문에 일본 측은 교전 상대가 미해군 주력이라고 확신하게 된다. 구리타 함대 기함이었던 야마토를 비롯하여 여러 함들이 항공 공격과 어뢰에 대한 회피 기동 과정에서 전투에서 이탈하거나 전열이 흐트러지게 된다. 구리타 제독은 모든 함들에 대하여 야마토함이 북진하고 있음을 알리고 함열을 재정비하고자 노력하였다. 레이테만으로 전체 함대의 방향을 돌리기 직전에 구리타는 미해군 항공모함 전단이 북쪽에 위치하고 있다는 보고를 받고, 수송함보다 전투함과 교전하기로 결정한다. 그러나 북쪽에 있다던 미해군 항공모함 전단에 대한 보고는 잘못된 것이었으며, 결과적으로 구리타 함대는 산베르다르디노 해협을 통해 후퇴하기로 한다. 이상의 전투 과정에서 구리타 제독은 3척의 중순양함을 잃었으며, 더이상의 교전이 지속되면 손실이 확대될 것이라고 판단한다. 더구나, 후퇴를 결정한 시점에서 구리타 제독의 판단은 오자와 함대가 미끼 역할을 충실히 수행하여 미해군의 실질 전력 대부분을 레이테만 밖으로 끌어내었다는 사실을 모른체 이루어졌다. 일본 함대 사이의 불충분한 의사 소통과 항공 정찰 정보의 부족 때문에 구리타 제독은 작전 계획이 성공적으로 수행되었다는 것을 알 수 없었다. 결과적으로 구리타는 레이테만에 남은 미해군 상륙전력에 대한 공격 기회를 놓치게 된다. 이 시점에서 레이테만에 남은 미해군 상륙전력은 수상함과 교전할 만한 전력을 거의 가지고 있지 못했다. 구리타 제독은 자신이 미해군 3함대의 주전력과 교전한다고 생각했으며, 곧 포위섬멸 당할 것이라고 생각하였다.
구리타 함대의 남은 전투함은 대부분 탈출에 성공하였다. 뒤늦게 전황을 파악하고 상륙전력을 구출하기 위하여 회항한 홀시 제독의 3함대는 구리타 함대를 놓치게 된다. 나가토함, 하루나함, 공고함은 Taffy 3 전투단의 호위항모에서 발진한 항공전력에 상당한 피해를 입었다. 구리타 함대는 5척의 전함으로 전투를 시작하였으나, 종료 시점에서 전투 가능한 전함은 야마토 뿐이었다.
전세가 기울면서 다끼지로 오니시제독은 '특별 공격대' 출동을 명령한다. 이는 레이테만과 사마르 해안에 위치한 연합군 수상함에 대한 가미카제공격을 의미한다. Taffy 3 전투단 소속 호위항모 세인트로(USS St. Lo, CVE-63)가 가미카제 공격에 이은 내부 폭발로 인하여 침몰한다.

## 엔가뇨곶 해전 10월 25-26일

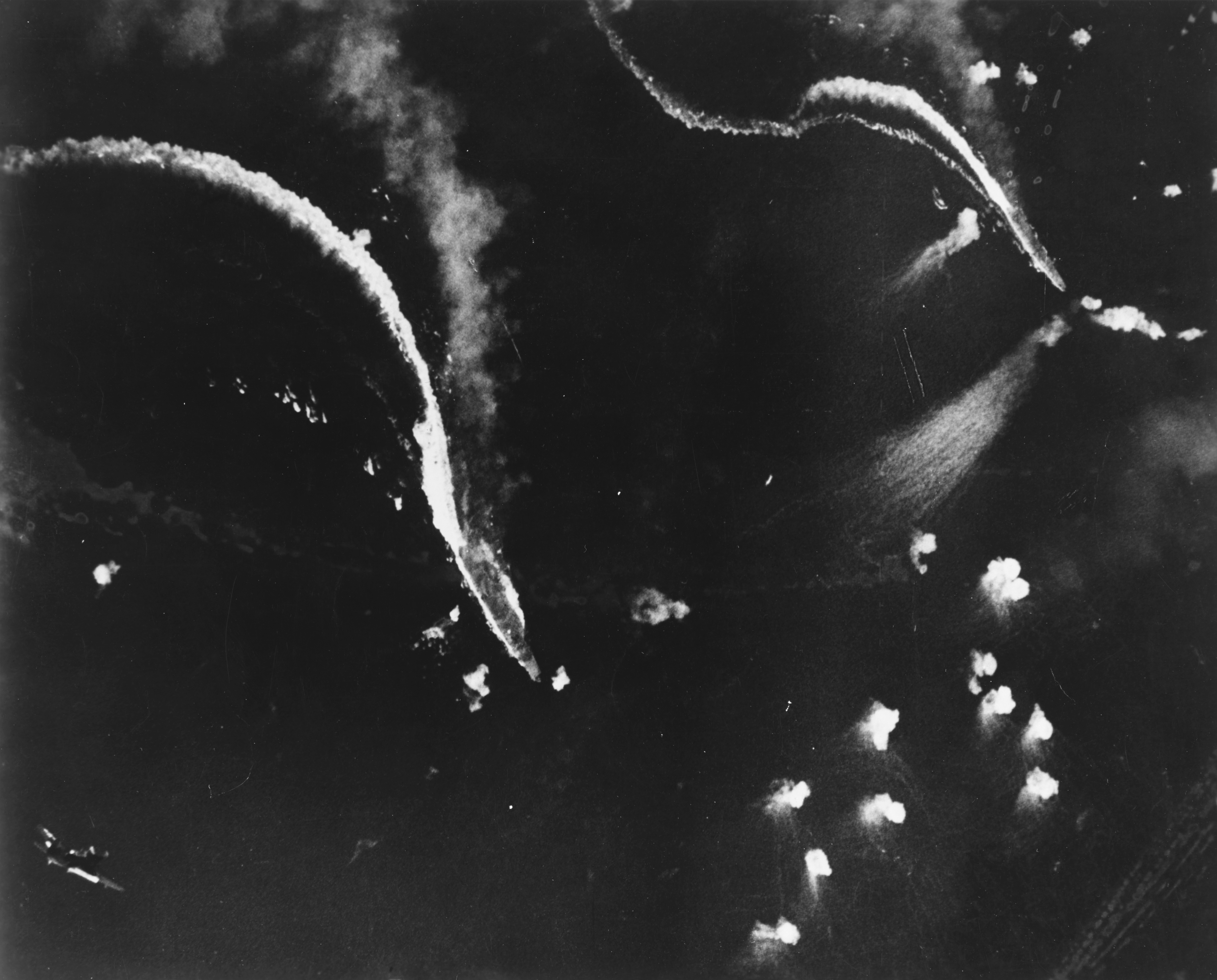
초기 엔가뇨곶 전투에서 왼쪽의 즈이카쿠함 그리고 즈이호로 추정되는 일본 항공모함이 급강하폭격기의 공격을 받고 있다.

오자와 제독의 "북방군"은 4척의 항공모함이 주력이었다. 일본 제국 해군 제1 항공함대(1st Air Fleet of the Imperial Japanese Navey)의 6척의 항공모함 중 살아남은 즈이카쿠함은 1941년에 진주만 공격에도 참여한 백전노장이었으며, 이외에도 경항공모함 즈이호, 지토세, 지요다가 있다. 1차 세계대전 당시 전함으로 사용된 휴가함과 이세함은 고물 방향의 2개 주포대를 철거하고 비행갑판과 사출기를 설치한 항공전함이었지만, 당시에는 비행기를 탑재하고 있지 않았다. 그외에도 3척의 경순양함 오요도, 다마, 이스즈와 9척의 구축함이 주 전력이었다. 항공모함에는 단지 108기의 항공기가 탑재되어 있었다.
오자와 함대의 위치는 10월 24일 16:40까지 알려지지 않았다. 이는 홀시 함대에서 가장 북쪽에 위치하고 있던 셔먼 제독의 38.3 함대전투단에 책임이 있다. 미처제독의 38 기동함대(Task Force) 소속 3개 함대전투단(Task Group)을 주력으로 하는 홀시 함대는 북진 중이었으며, 오자와 함대의 북방군을 압도하는 전력이었다. 홀시 함대에는 5척의 항공모함(인트레피드(USS intrepid, CV-11), 프렝클린(USS Franklin, CV-13), 렉싱턴(USS Lexington, CV-16), 엔터프라이즈(USS Enterprise, CV-6), 에섹스(USS Essex, CV-9))과 5척의 경항공모함(인디펜던스(USS Independence, CVL-22), 벨로 우드(USS Belleau Wood, CVL-24), 렝글리(USS Langley, CVL-27), 카봇(USS Cabot CVL-28), 산 하신토(USS San Jacinto, CVL-30)), 6척의 전함(알라바마(USS Alabama, BB-60), 아이오와(USS Iowa, BB-61), 메사추세츠(USS Massachusetts, BB-59), 뉴저지(USS New Jersey, BB-62), 사우스다코타(USS South Dakota, BB-57), 워싱턴(USS Washington, BB-56), 2척의 중순양함과 6척의 경순양함 그리고 40척이 넘는 구축함으로 구성되어 있었다. 10척의 항공모함은 600~1,000기의 항공기를 탑재하고 있었다.
10월 25일 02:40에 홀시 제독은 3함대 소속 6척의 전함을 주축으로 34 기동함대를 분리하여 윌리스 A. 리(Willis A. Lee) 제독에 지휘를 맡겼다. 새벽이 다가오며 리 제독의 34 기동함대는 함대의 선두에 나선다. 홀시 제독은 미처 제독의 항공세력으로 공격하고 리 제독의 함대에서 전함의 주포로 바로 타격할 수 있기를 기대하였다.

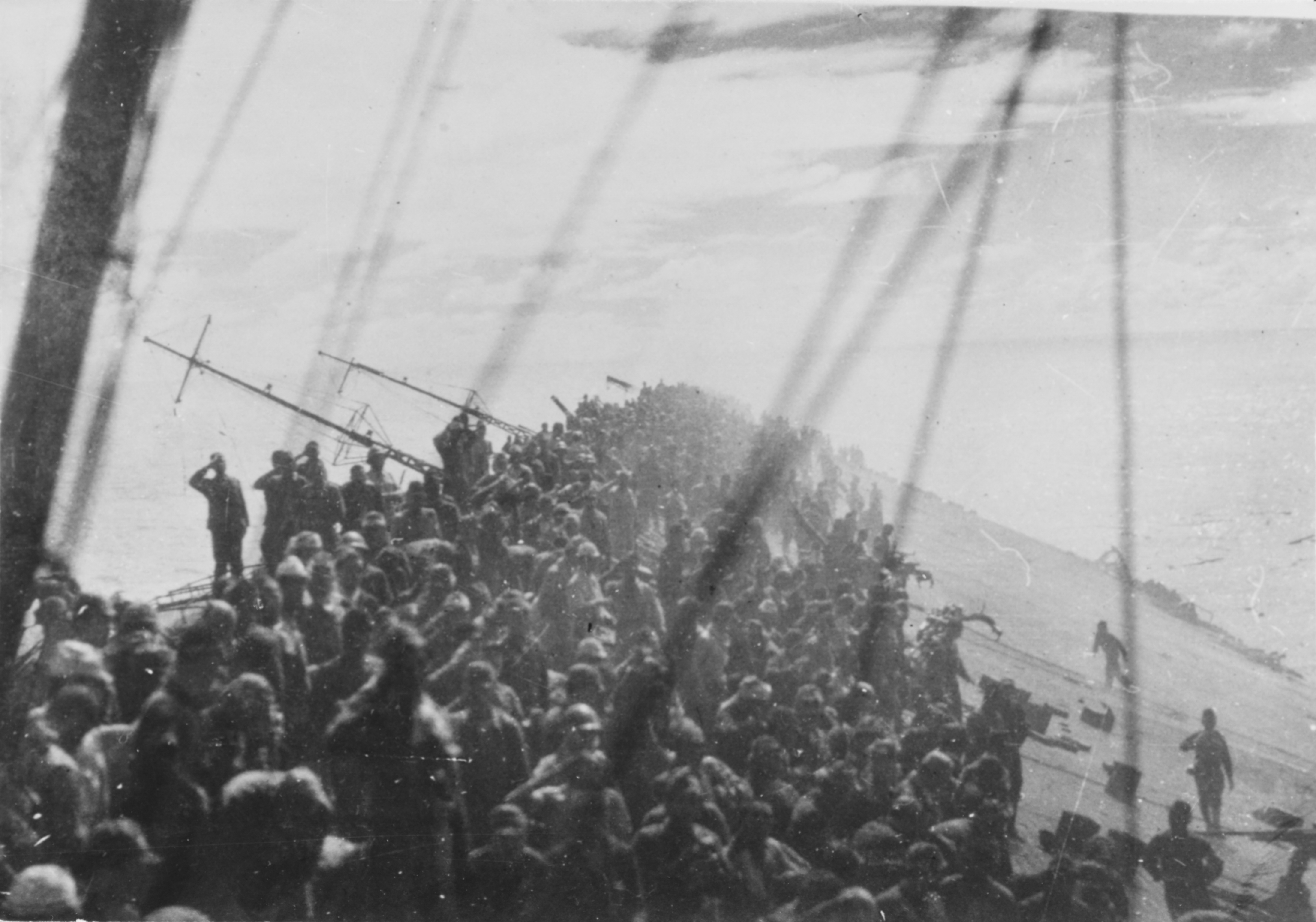
즈이카쿠함의 승무원들이 기를 내리자 경례하고 있다. 이 후 즈이카쿠함은 일본 제국 해군 기함으로서의 기능을 다하였다.

10월 25일 동틀무렵 오자와 제독은 75기의 항공기를 출격시켜 3함대를 공격하였다. 그러나 대부분의 항공기는 초계 비행 중이던 미군 전투기에 의하여 요격되었으며, 일부 살아남은 일본군 항공기는 루손의 지상기지로 복귀하였다.
밤중에 홀시제독은 38 기동함대의 지휘권을 미처 제독에게 넘겼다. 미처 제독은 동트기 직전 180기로 구성된 공격 제대를 발진 시켰으며, 이는 제국 해군 북방군 위치를 확인하기도 전이었다. 07:10에 정찰기에 의해서 첫 번째 접적 보고가 이루어짐과 동시에 함대 주위를 선회비행하던 공격 제대는 북방군을 향하여 출발하였다. 08:00에 첫 번째 공격이 시작된다. 공격기를 호위하던 전투기들이 초계 비행중이던 30여기의 일본 해군 전투기를 격추한다. 미군의 항공 공격은 해가 질때까지 계속된다. 38 기동함대는 북방군에 대한 공격 과정에서 527회의 출격을 기록한다. 항공모함 즈이카쿠, 경항공모함 지토세, 즈이호, 구축함 아키즈키가 침몰하는 과정에서 다수의 사상자가 발생한다. 경항공모함 지요다와 순양함 다마는 심하게 손상된다. 오자와 제독은 기함을 경순양함 오요도로 옮기게 된다.

### 위기 - 미해군 7함대의 급전
10월 25일 08:00를 막 지나서 수리가오 해협에서 니시무리 제독의 남방군과 교전하는 7함대로부터 급박한 무전이 날아들기 시작했다. 킨케이드 제독의 발신 중 하다는 다음과 같다. "위기임. 고속 전함과 항공기로 적이 레이테만에 진입하거나 CVE를 공격하는 것을 저지할 수 있을 것 같음" 차후에 홀시 제독은 이 무전에 크게 당황했다고 말했다. 홀시 제독은 최소한 10:00 무렵까지 킨케이드 제독의 중요한 무전을 확인하지 못한 것으로 보인다. 나중에 홀시 제독은 킨케이드 제독에게 문제가 있다는 것을 알고 있었다고 말했지만, 적어도 사태의 심각성을 깨닫지는 못하고 있었던 것으로 보인다.
킨케이드 제독이 보낸 무전의 내용 중 심각한 것 가운데 하나는 7함대 전함의 포탄이 충분하지 않다는 것이었다. 그러나 이 내용도 홀시 제독이 7함대를 돕기 위한 즉각적인 반응을 이끌어 내지는 못하였다. 또한, 7함대의 실제 탄약 보유량은 부족하지 않았다.
결국 7함대로 부터의 첫 구조 요청 이후 세 시간도 더 지나서야 홀시 제독은 34 기동함대의 진로를 바꾸어 사마르섬으로 남진하도록 하였다. 이 시점에서 리 제독의 함대는 오자와 함대의 사정거리 안에 있었다. 또 34함대는 급유하는데 2시간 반을 사용한다.
이와 같은 지연으로 인해 34함대는 7함대의 침몰한 전투함을 구조하는 것 이외에 실질적인 도움을 주지 못한다. 또한 구리타 함대가 산 베르나르디노 해협을 빠져나가기 전에 요격하지도 못한다.
16:22에 홀시 제독은 함대에서 32 kn 이상을 낼 수 있는 가장 빠른 전함인 아이오와와 뉴저지를 주축으로 3척의 순양함과 8척의 구축함을 더하여 34.5 함대전투단을 편성후 베저 제독(Rear Admiral Badger)에게 맡기고 구리타 함대 추적을 명령하였지만 놓지고 말았다 그러나 베저 함대가 구리타 제독의 중부군을 추적하는데 성공했다면, 아마도 심각한 피해를 입었을 것으로 생각된다.
결과적으로 34.5 함대전투단은 전투 중 입은 피해로 뒤쳐진 일본 해군 구축함 노와키를 격침하였다. 노와키에는 중순양함 치쿠마의 생존자들이 같이 타고 있었다.

### 엔가뇨곶 해전 마지막 교전
11:15에 34 기동함대의 항로를 남쪽으로 바꾸며, 홀시 제독은 4척의 순양함과 9척의 구축함으로 38 기동함대를 편성하고 드보즈 제독(Rear Admiral DuBose)에게 지휘를 맡겼다. 14:15에 미처 제독은 드보즈 제독에게 남방군의 잔존 병력을 소탕할 것을 명령했다. 드보즈 함대는 경순양함 치요다를 17:00에 격침하고 20:59에는 치열한 교전 끝에 구축함 하츠즈키를 격침한다.
오자와 제독은 드보즈 함대의 빈약한 구성을 알게 되자, 전함 이세와 휴가의 침로를 남쪽으로 바꾸어 드보즈 함대를 격파하도록 명령한다. 그러나 드보즈 함대를 찾지 못하여 실패한다.
홀시 제독은 6적의 전함 모두를 7함대에 함류하도록 하여 반격 받게 될 가능성을 차단하였다.
23:10에 미해군 잠수함 욜라오(USS Jallao, SS-368)가 오자와 함대의 경순양함 타마를 어뢰로 격침시킨다. 이것은 차후에 있었던 몇차례의 항공 교전을 제외하면, 수상함에 의하여 이루어진 레이테만 전투의 마지막 교전이었다.

## 전과
미해군 호위항공모함에서 다수의 사상자가 발생하였다. 특히 작전 실패와 오판으로 인해 Taffy 3의 생존자들에 대한 구조 작업이 늦어졌으며, 결과적으로 피할 수 있던 인명손실이 증가하였다.
전투의 기간이 길고 규모가 방대하여, 레이테만 전투에 해당하는 전과로 평가하는데 이견이 있어 경우에 따라 차이가 있다. 그러나 그 중 대표적인 숫자는 다음과 같다.

### 연합군
미해군은 6척의 수상전투함을 잃었다.
- 경항공모함 1척: 프린스턴(USS Princeton, CVL-23)
- 호위항공모함 2척: 겜비어베이(USS Gambier Bay, CVE-73), 세인트로(USS St. Lo, CVE-63, 가미가제 공격에 의한 첫 번째 전투함 손실)
- 구축함 2척: 호엘(USS Hoel, DD-533), 존스턴(USS Johnston, DD-557)
- 호위구축함 1척: 사무엘 B.로버트(USS Samuel B. Roberts, DE-413)
- 이외에 4척의 수상함에 피해를 입음

### 일본 제국 해군
일본군은 26척의 수상전투함을 잃었다.
- 항공모함 1척: 즈이카쿠(미끼로 사용된 북방군의 기함)
- 경항공모함 3척: 즈이호, 치요다, 치토세
- 전함 3척: 무사시(제국 해군 연함 함대 기함), 야마시로(남방군 기함), 후소
- 중순양함 6척: 아타고(중부군 기함), 스즈야, 초카이, 치쿠마, 모가미
- 경순양함 4척: 노시로, 아부쿠마, 타마, 키누
- 구축함 9척: 노와기, 하야시모, 야마구모, 아사구모, 미치시오, 아키즈키, 하츠즈키, 와카바, 우라나미

## 전후

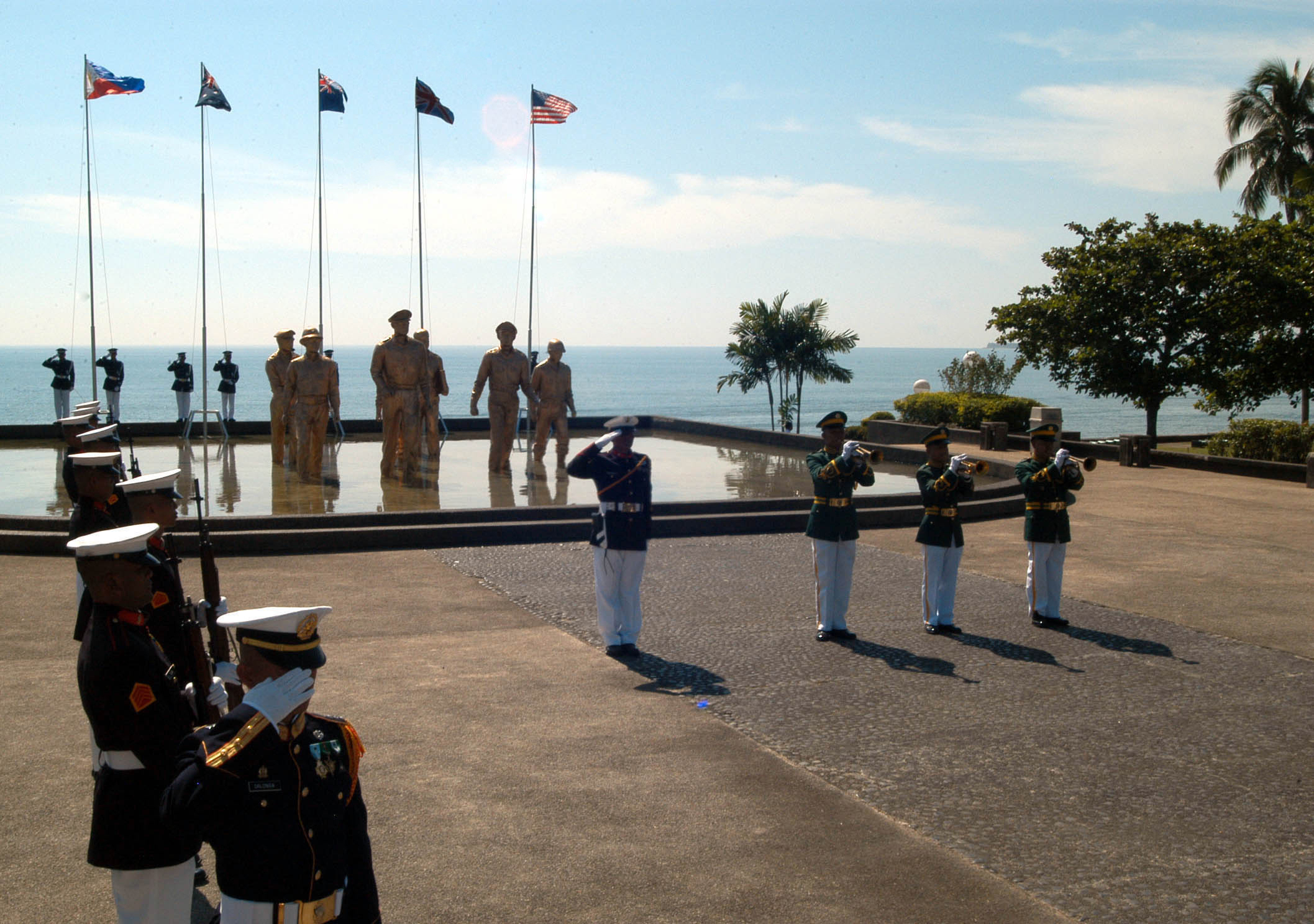
2004년 10월 20일 필리핀의 레이테주의 팔로에서 60주년 기념 행사가 열렸다.

레이테만 전투의 결과로 레이테섬에서 미육군 6군단의 교두보가 바다로 부터의 적의 공격에 안전해진다. 그러나 연합군은 레이테섬의 완전 점령을 위하여 1944년 12월에 이르기까지 치열한 전투를 진행해야 했다. 이후 레이테 전투는 섬에서의 지상전 뿐 아니라 일본 제국군의 보급과 보충의 저지하고, 해상-공중 우세를 확보하기 위한 여러번의 추가적인 상륙 작전으로 이어진다. 이러한 추가적인 상륙작전은 오막해 전투(Battle of Ormoc Bay)로 통칭된다.
일본 제국 해군은 수상함 세력이 승조원에 매우 큰 손실을 입는다. 또한 연합군의 레이테섬 상륙을 저지하지 못했으므로, 필리핀에 대한 주도권을 상실하게 되고, 결과적으로 동남아시아 지역에 대한 영향력이 축소된다. 특히 일본은 전투함과 비행기의 연료 대부분을 이 지역에서 공급 받았고, 포탄과 같은 군수품의 기초 자원의 공급도 제한되므로, 전쟁수행능력에 크게 타격을 받게 된다. 또한, 제국군의 레이테 지역에 대한 지배력을 상실은 1945년에 연합군에 의한 류큐 제도에 대한 공격으로 이어진다.
레이테만 전투 결과 일본 제국 해군은 대부분의 전투력을 손실하게 된다. 결국, 레이테만 전투와 1945년 일본 패망 사이에 일본 제국 해군에 의하여 수행된 대규모 전투는 텐고쿠 작전 하나 뿐이었으며, 그나마도 텐고쿠 작전은 자살 공격 임무였고, 결과적으로 야마토함과 남은 호위함들이 미해군 항공 세력에 의하여 파괴된다.
호주해군의 중순양함 오스트레일리아가 10월 21일에 가미카제에 피격된 것이 첫 번째 가미카제 공격이었으며. "특수 공격대"에 의하여 이루어진 조직적인 가미카제 공격에 의하여 사마르해 전투가 끝날 무렵인 10월 25일에 호위항모 세인트로가 격침된다.
전투가 끝난 후 한달이 지나서, 미해군은 대중에게 레이테만 전투가 홀시 제독의 작전에 의하여 성공적으로 수행되었다고 선전하였지만, 수년 후에는 산베르나르디노 해협을 무방비로 열어둔 홀시 제독의 오판이 대중에게 알려지게 되었다.

## 기념
- 미해군사관학교의 졸업생 기념관(Alumni Hall)의 중앙홀은 로이드 가넷 중위와 승무원들에게 헌정되어 있으며, 이들이 탔던 호위구축함 사무엘 B. 로버트(USS Samuel B. Roberts, DE-413)은 "전함과 같이 싸운 호위구축함"이라고 불린다.
- 에섹스급 항공모함 레이테(USS Leyte, CV-32)는 이 전투를 기리는 의미에서 이름이 정해졌다.
- 타이콘데로가급 순양함 레이테만(USS Leyte Gulf, CG-55)는 이 전투를 기리는 의미에서 이름이 정해졌다.

## 참고
1. ↑  《Sea of Thunder》 (영어). New York: Simon & Schuster. 2006. 322쪽. ISBN 978-0-7432-5221-8. 이름 목록에서 |이름1=이(가) 있지만 |성1=이(가) 없음 (도움말);
2. 1 2  Woodward, C. Vann (1947). 《The Battle for Leyte Gulf》 (영어). New York: Macmillan.
3. 1 2 3 4 5 6 7 8  Fuller, John F. C. (1956). 《The Decisive Battles of the Western World》 III. London: Eyre & Spottiswoode.
4. 1 2 3 4 5 6 7 8 9 10 11 12 13 14 15 16 17 18 19 20 21 22 23 24 25 26 27 28 29 30 31 32 33 34 35 36 37  Morison, Samuel E. (1956). 〈Leyte, June 1944 – January 1945〉. 《History of United States Naval Operations in World War II》 XII. Boston: Little & Brown.
5. 1 2 3  Thomas, Evan (2006). 《Sea of Thunder: Four Commanders and the last Great Naval Campaign, 1941–1945》. New York: Simon & Schuster. ISBN 0-7432-5221-7.
6. ↑  Smith, Robert Ross (2000) [1960]. 〈Chapter 21: Luzon Versus Formosa〉. 《Command Decisions》. United States Army Center of Military History. CMH Pub 70-7. 2007년 12월 30일에 원본 문서에서 보존된 문서. 2007년 12월 8일에 확인함. Meeting with President Franklin D. Roosevelt in a conference at Pearl Harbor in late July 1944,... MacArthur then argued persuasively that it was both necessary and proper to take Luzon before going on to Formosa, while Nimitz expounded a plan for striking straight across the western Pacific to Formosa, bypassing Luzon. Apparently, no decisions on strategy were reached at the Pearl Harbor conferences.  The Formosa versus Luzon debate continued without let-up at the highest planning levels for over two months, and even the question of bypassing the Philippines entirely in favor of a direct move on Formosa again came up for serious discussion.
7. ↑  '捷'은 '이길 첩', 꽂을 삽'으로 읽으며, 이기다, 싸움에 이김, 빠르다, 전리품, 노획품 등의 의미를 가지고 있다.
8. ↑  Nishida, Hiroshi (2002). “Hashimoto, Shintaro”. 《Imperial Japanese Navy》. 2013년 1월 4일에 원본 문서에서 보존된 문서. 2008년 7월 27일에 확인함.
9. 1 2  Cutler, Thomas J. (1994). 《The Battle of Leyte Gulf, 23–26 October 1944》. New York: HarperCollins. ISBN 0-06-016949-4.
10. 1 2 3  Hornfischer, James D. (2004). 《The Last Stand of the Tin Can Sailors》. New York: Bantam. ISBN 0-553-80257-7.
11. ↑  L, Klemen (1999-2000). “Rear-Admiral Takeo Kurita”. 《Forgotten Campaign: The Dutch East Indies Campaign 1941–1942》.
12. ↑  야마구모가 1943년 9월 15일, 미치시오가 1944년 3월 31일, 아사구모가 1944년 7월 10일에 각각 편입
13. ↑  당시 제4구축대는 이 세 척 외에 카게로급 구축함인 노와키(野分)가 소속되어 있었으나 노와키는 구리타 함대에 배치되었다. 아울러 노와키도 산 베르나르디노 해협에서 미국측의 집중 공격을 받고 격침되어 제4구축대는 레이테만 전투로 섬멸되었다.
14. ↑  Tully, Anthony P (2009), 《Battle of Surigao Strait》, Bloomington, ISBN 978-0-253-35242-2.
15. ↑  Tully 2009.
16. ↑  Tully (2009), p. 167.
17. ↑  시구레는 "呉の雪風、佐世保の時雨"→구레의 유키카제, 사세보의 시구레라고 칭해질 정도로 구레 진수부 소속의 구축함 유키카제와 함께 전투에서의 생존률이 높은 배였다. 그러나 이 시구레도 약 3개월 뒤인 1945년 1월 24일, 말레이반도 근처에서 미 해군 잠수함 블랙핀(USS Blackfin, SS-322)에게 격침되어 37명의 전사자가 발생한다.
18. 1 2  Howard (1999).
19. ↑  다른 하나는 과다카날 전역 중에 이루어진 과다카날 해전
20. ↑  Robert Jon Cox (14 July 2008). “The Battle of Leyte Gulf – Casualty List”. 7 November2010에 확인함.
21. ↑  "The Battle That Won the Pacific." Popular Mechanics, February 1945, pp. 17–25